# Benzodiazepina
Les benzodiazepines (abreviat BZD) són substàncies psicotròpiques (que actuen sobre el sistema nerviós central). Tenen efectes sedants, somnífers, ansiolítics, anticonvulsius, amnèsics i relaxants musculars. Les benzodiazepines són un dels fàrmacs més àmpliament utilitzats per al tractament dels trastorns d'ansietat. El terme és una contracció dels nombres de les dues estructures aromàtiques que unides formen el centre de totes les benzodiazepines: l'anell de benzè d'una banda, i la diazepina, un anell de set membres amb dos àtoms de nitrogen, de l'altra. La majoria d'aquests compostos tenen tradicionalment una terminació al seu nom en -lam o -pam. Les primeres benzodiapines van ser sintetitzades per l'investigador Leo Sternbach (1908-2005): el clordiazepòxid (Librium (1960) i el diazepam (Valium) el 1963 per la societat suïssa Hoffmann-La Roche.
Tots els derivats benzodiazepínics tenen una estructura química i unes propietats similars, ansiolítiques, sedants, hipnòtiques i relaxants de la musculatura estriada en diferent grau. Es diferencien sobretot per la seva farmacocinètica.
Les benzodiazepines més utilitzades a Espanya són:
Com a ansiolítics:
- alprazolam (EFG, Trankimazín)
- bromazepam (EFG, Lexatín)
- brotizolam (Sintonal)
- clonazepam (EFG, Rivotril)
- clorazepat (EFG, Tranxilium)
- clordiazepòxid (Huberplex)
- diazepam (EFG, Ansium, Stesolid, Valium)
- ketazolam (Ketazolam, Sedotime)
- triazolam (Halcion)

Com hipnòtics:
- alprazolam (EFG, Trankimazín)
- flurazepam (Dormodor)
- lorazepam (EFG, Orfidal)
- lormetazepam (EFG, Aldosomnil, Loramet, Noctamid)

## Precaucions
Les benzodiazepines tenen un gran risc de dependència i no s'haurien d'utilitzar més de quatre setmanes sense supervisió mèdica. Presenten situacions de risc en cas d'ésser utilitzades junt amb alcohol o altres psicotròps, ja que les accions depressores sobre el sistema nerviós central són additives.
Poden augmentar l'agressivitat, ja que inhibeixen la contenció natural d'impulsos negatius.
Presentat en la década de 1960 com una família de medicaments miraculosos (l'aspirina de la ment), la seva venda va esdevenir més controlada i reglementada quan es varen notificar nombrosos casos de dependència. En certs països, la possessió de benzodiazepines sense prescripció mèdica és un acte punible. Un informe de l'Organització Mundial de la Salut de l'any 2013 desaconsella el seu ús per a tractar l'ansietat perquè se'n sol abusar amb freqüència degut a altres motius clínics diferents als indicats.
Sovint s'utilitzen com una solució ràpida quan la seva ingesta requereix un programa (psico)terapèutic complet previ.